# آرتم اوکولوف
آرتم اوکولوف (روسی: Артём Максимович Окулов؛ زادهٔ ۵ مه ۱۹۹۴) یک وزنه‌بردار اهل روسیه است.
از افتخارات وی می‌توان به کسب مدال طلا وزن ۸۵ کیلوگرم در مسابقات قهرمانی وزنه‌برداری جهان ۲۰۱۵ اشاره کرد.